# روز ستون
روز ستون (بالإنجليزية: Rose Stone)‏ هي مغنية أمريكية، ولدت في 21 مارس 1945 في فاليجو في الولايات المتحدة.

## وصلات خارجية
- روز ستون على موقع IMDb (الإنجليزية)
- روز ستون على موقع ميوزك برينز (الإنجليزية)
- روز ستون على موقع أول ميوزيك (الإنجليزية)
- روز ستون على موقع ديسكوغز (الإنجليزية)